# 魁北克省司法廳
魁北克省司法廳（法語：Ministère de la Justice）是魁北克省政府的一個部門，負責監察加拿大魁北克省的法院及檢控官。司法廳長自動兼任該省的律政司及司法常務官。
司法廳由1965年6月4日生效的《司法廳法令》（loi sur le ministère de la Justice）設立，使魁北克成為加拿大第一個擁有司法廳的省份。根據新法令委任的第一任廳長是Claude Wagner。
1965年之前，該省的高級司法官員是律政司。這個職位設立於1867年，取代了東加拿大律政司及1841年之前的下加拿大律政司。
1975年，工作文件《當代司法》（La Justice Contemporaine）提出了魁北克司法體系的全面構想，並建議統一省級審訊法庭。魁北克省法院直到1988年省級法院、安寧法庭及少年法庭合併後才設立。
現任司法廳長是西蒙·喬林-巴雷特（Simon Jolin-Barrette）。

## 下屬機構
- 罪行及罰款辦事處（Bureau des infractions et amendes）
- 人權及兒童權利委員會（Commission des droits de la personne et des droits de la jeunesse）
- 法律服務委員會（Commission des services juridiques）
- 行政司法委員會（Conseil de la justice administrative）
- 法語高級委員會（Conseil supérieur de la langue française）
- 刑事檢控署（Directeur des poursuites criminelles et pénales）
- 集體行動援助基金會（Fonds d'aide aux actions collectives）
- 消費者保護辦事處（Office de la protection du consommateur）
- 魁北克省法語辦事處（Office québécois de la langue française）
- 魁北克省法律信息協會（Société québécoise d'information juridique）
- 魁北克省行政審裁處（Tribunal administratif du Québec）

## 外部連結
- 魁北克省司法廳